# Rello
Rello est un village et une municipalité de la Province de Soria dans la communauté autonome de Castille-et-León en Espagne.

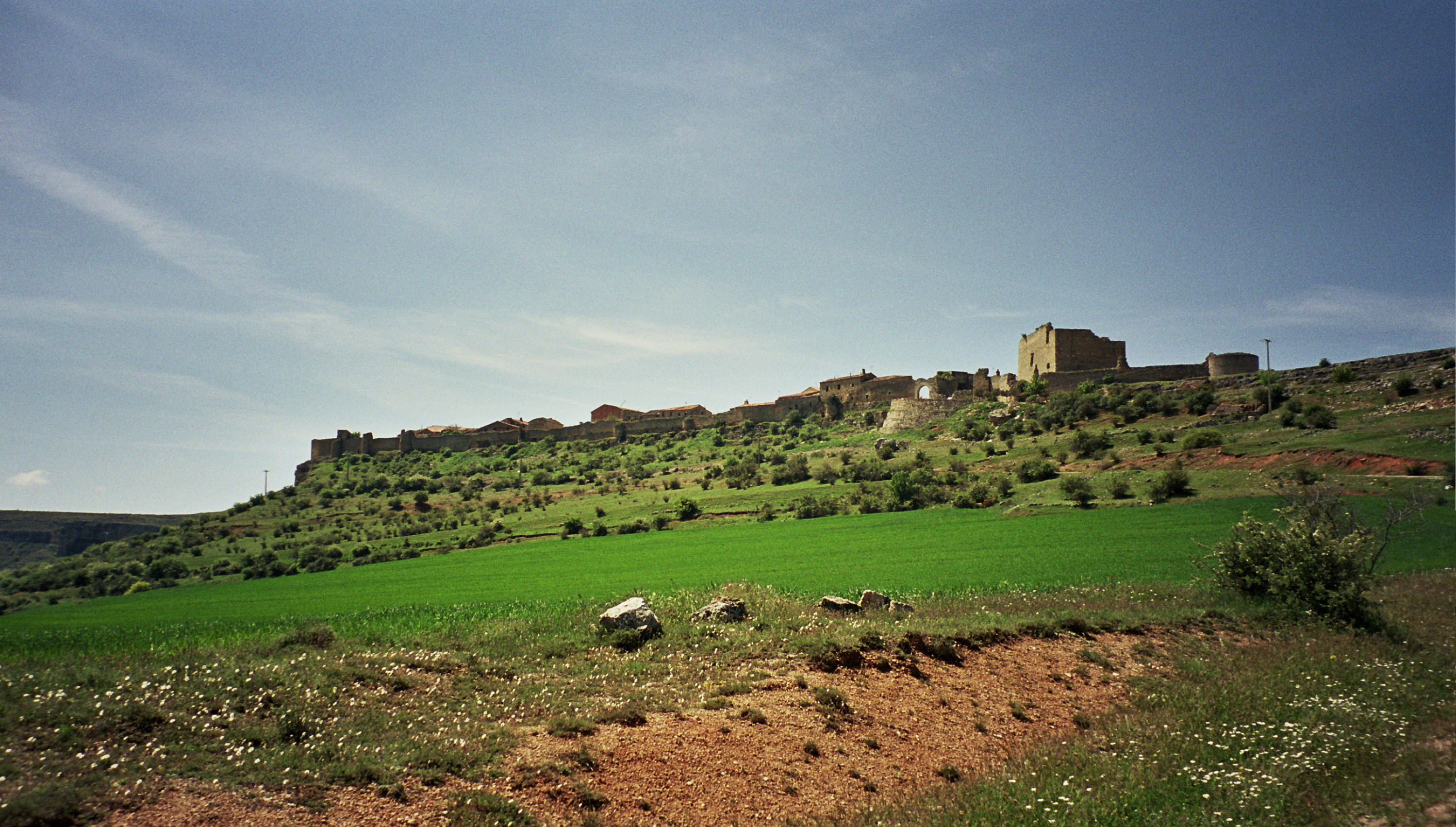
Rello vu depuis le nord.

## Patrimoine

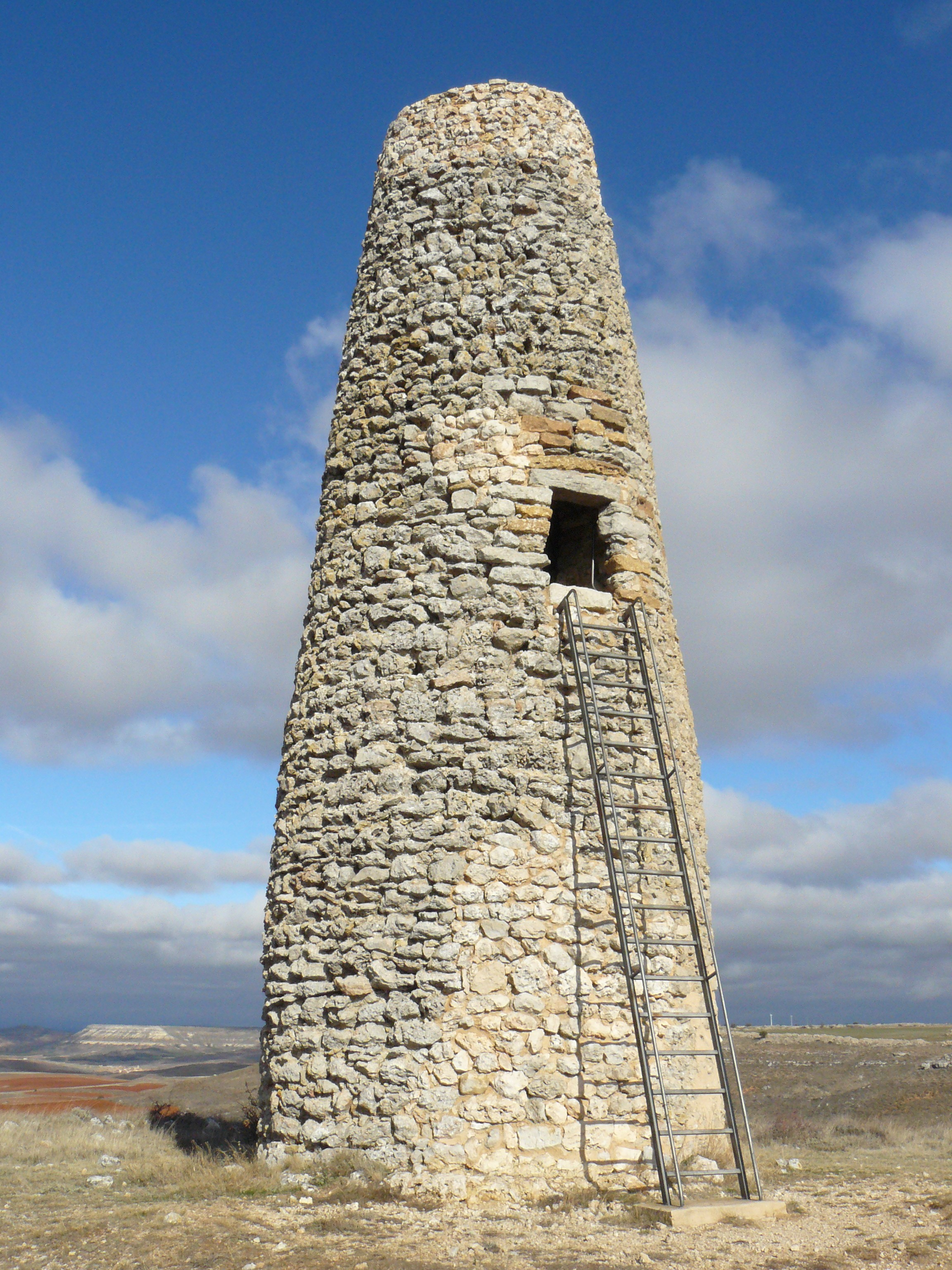
Atalaya del Tiñón, au nord-ouest de Rello.

Rello est un site médiéval emmuraillé doté d'un château. On y trouve aussi une atalaya califale (mirador) d'une forme inusuelle appelée Torre del Tiñón, à mi-chemin de Bordecorex, où la légende situe la mort du caudillo Almanzor qui blessé allait en direction de Medinaceli.
Rello est déclaré bien d'intérêt culturel dans la catégorie d'Ensemble historique le 8 novembre 2001. Le château figure dans le catalogue des Biens protégés de la communauté de Castille-et-León.